# Авила, Луис де
Луис де Авила-и-Суньига (исп. Luis de Ávila y Zúñiga; 1500, Пласенсия — 1564) — испанский дипломат, полководец и историк.
Родился в Пласенсии около 1490 года, воспитывался у брата своей матери, герцога Пласенсия из рода Суньига. Пользовался доверием Карла V, посылавшего его с важными поручениями к папам Павлу IV и Пию IV и сделавшего его великим магистром ордена Алькантары. Он сопровождал императора в его походах в Африку и против Шмалькальденского союза и в 1552 году, при осаде Меца, получил начальство над кавалерией.
Как историк он известен своей историей Шмалькальденской войны, написанной хотя и не беспристрастно, но остроумно и ясно, простым, выразительным и живым языком. Она первоначально была издана в 1547 году в Испании под заглавием «Comentarios de la guerra de Alemaña, hecha por Carlos V en 1546 y 1547», потом переработана автором на итальянском языке и переведена на другие языки. На немецком языке существуют два перевода этого сочинения: 1552 и 1858 годов.